# Куссерг
Куссе́рг (фр. Coussergues, окс. Cossèrgas) — коммуна во Франции, находится в регионе Окситания. Департамент — Аверон. Входит в состав кантона Лессак. Округ коммуны — Родез.
Код INSEE коммуны — 12081.
Коммуна расположена приблизительно в 500 км к югу от Парижа, в 150 км северо-восточнее Тулузы, в 25 км к востоку от Родеза.

## Население
Население коммуны на 2008 год составляло 229 человек.
| 1962 | 1968 | 1975 | 1982 | 1990 | 1999 | 2008 |
| ---- | ---- | ---- | ---- | ---- | ---- | ---- |
| 255  | 268  | 213  | 210  | 207  | 201  | 229  |

## Экономика
В 2007 году среди 124 человек в трудоспособном возрасте (15—64 лет) 95 были экономически активными, 29 — неактивными (показатель активности — 76,6 %, в 1999 году было 63,2 %). Из 95 активных работали 85 человек (45 мужчин и 40 женщин), безработных было 10 (3 мужчин и 7 женщин). Среди 29 неактивных 3 человека были учениками или студентами, 16 — пенсионерами, 10 были неактивными по другим причинам.